# Hasabu (football)
Hasabu, né à une date incertaine (1944? 1945? 1947?), est un ancien footballeur soudanais des années 1960 et 1970. Son nom est incertain : Hasab El-Rasoul Omar, Omar Ali Hasab El-Rasoul  ou Hasabu El-Saghir.

## Biographie
Joueur du club de Burri SC (champion du Soudan en 1969), il est international soudanais, remportant la CAN 1970, inscrivant 2 buts dans cette compétition conter l’Éthiopie et le Cameroun lors du premier tour. 
Il participe aussi à la CAN 1972 (1 but contre le Zaïre) mais il est éliminé au premier tour, et aux Jeux olympiques de 1972, ne disputant que le match contre le Mexique, sans inscrire de but, mais se voyant éliminé au premier tour.

## Buts inscrits en sélection
Liste incomplète, ne comprend pas les matchs amicaux
| Buts en sélection de Hasabu | Buts en sélection de Hasabu | Buts en sélection de Hasabu | Buts en sélection de Hasabu | Buts en sélection de Hasabu | Buts en sélection de Hasabu | Buts en sélection de Hasabu          |
|                             | Date                        | Lieu                        | Adversaire                  | Score                       | Résultat                    | Compétition                          |
| --------------------------- | --------------------------- | --------------------------- | --------------------------- | --------------------------- | --------------------------- | ------------------------------------ |
| 1.                          | 4 mai 1969                  | Addis-Abeba (Éthiopie)      | Éthiopie                    | 1-0 (1 but à 9e)            | 1-1                         | Coupe du monde 1970 (qualifications) |
| 2.                          | 6 février 1970              | Khartoum                    | Éthiopie                    | 2-0 (1 but à 31e)           | 3-0                         | CAN 1970 (1er tour)                  |
| 3.                          | 10 février 1970             | Khartoum                    | Cameroun                    | 2-1 (1 but à 60e)           | 2-1                         | CAN 1970 (1er tour)                  |
| 4.                          | 25 février 1972             | Douala (Cameroun)           | Zaïre                       | 1-1 (1 but à 55e)           | 1-1                         | CAN 1972 (1er tour)                  |
| 5.                          | 4 mai 1972                  | Addis-Abeba (Éthiopie)      | Éthiopie                    | 1-0 (1 but à 5e)            | 2-2                         | JO 1972 (qualifications)             |
| 6.                          | 7 mai 1972                  | Asmara (Éthiopie)           | Madagascar                  | 1-0 (1 but à ?e)            | 3-0                         | JO 1972 (qualifications)             |